# Jožef Anton Codelli
Jožef Anton II. baron Codelli pl. Fahnenfeld, kranjski plemič in zemljiški gospod, * 7. januar 1718, Gorica, † 4. marec 1795, Ljubljana.

## Življenje in delo
Jožef Anton Codelli je bil lastnik gospostev Kodeljevo (Thurn), Thurnau in Dobrava, ki jih je prevzel leta 1746. 